# Kanach
Kanach (russe : Канаш ; tchouvache : Канаш) est une ville de la république de Tchouvachie, en Russie, et le centre administratif du raïon de Kanach. Sa population s'élevait à 45 819 habitants en 2014.

## Géographie
Kanach est située à 71 km au sud-sud-est de la capitale de la république, Tcheboksary. La ville est un carrefour ferroviaire majeur.

## Histoire
L'histoire de Kanach, appelée Chikhrany (Шихраны) jusqu'en 1925, est étroitement liée au développement du chemin de fer. La ligne Moscou – Kazan fut achevée en décembre 1894 — à l'exception du pont ferroviaire Imperatorski Romanovski sur la Volga. Cette ligne était exploitée par une compagnie privée, la compagnie de chemin de fer Moscou-Kazan, qui avait succédé en 1891 à la compagnie de chemin de fer Moscou-Riazan. Cette compagnie assura tous les services ferroviaires de la région jusqu'en 1918. Le gouvernement bolchevik nationalisa alors toutes les compagnies de chemins de fer encore privées.
L'ouverture de la gare de Chikhrany, qui était au milieu d’une région très boisée, fournit un site de production pratique pour l'industrie du bois. Des moulins à vent furent aussi construits dans la région. En 1911, il y avait plus de quarante entreprises commerciales à Chikhrany. Une école primaire fut ouverte en 1912 et un établissement d'enseignement secondaire deux ans plus tard.
En 1919, la gare de Chikhrany fut reliée à Arzamas (oblast de Nijni Novgorod) par une voie ferrée longue de 261 km, en construction depuis 1914. En 1925, Chikhrany reçut le statut de ville et fut renommée Kanach. Une seconde gare fut construite en 1926 pour le transit des marchandises. La première centrale électrique, qui alimentait la gare, une partie de la ville et treize villages environnants, entra en service en 1929.
La construction de la voie ferrée Kanach-Tcheboksary commença en 1939, portant à quatre le nombre de lignes desservant Kanach. Durant la Seconde Guerre mondiale, les capacités ferroviaires de Kanach, notamment pour le transit des marchandises, furent sensiblement augmentées. Après la guerre, l'industrie de Kanach se diversifia. Des usines de meubles, d'outils et de matières plastiques furent construites ainsi que des ateliers de réparation automobile.

## Population
Recensements (*) ou estimations de la population
| 1926* | 1931  | 1939*  | 1959*  | 1970*  | 1979*  |
| ----- | ----- | ------ | ------ | ------ | ------ |
| 2 323 | 3 400 | 18 756 | 33 638 | 40 682 | 46 923 |

| 1989*  | 2002*  | 2010*  | 2012   | 2013   | 2014   |
| ------ | ------ | ------ | ------ | ------ | ------ |
| 54 585 | 50 593 | 45 607 | 45 655 | 45 759 | 45 819 |